# Viktor Sideak
Viktor Alesandrovici Sideak (în rusă Виктор Александрович Сидяк; n. 24 noiembrie 1943, Anjero-Sudjensk, RSFS Rusă, URSS) este un fost scrimer sovietic specializat pe sabie. De la Jocurile Olimpice din 1968 până la cele din 1976 a cucerit șase medalii olimpice, inclusiv patru de aur. A câștigat și 11 medalii la Campionatul Mondial, inclusiv șapte de aur.

## Carieră
S-a născut în Rusia, dar a crescut în Donețk, unde s-a apucat mai întâi de box, apoi de scrimă sub conducerea Gennadiei Galiakbarova. La începutul anilor 1960 s-a alăturat echipei Ucrainei, unde s-a făcut cunoscut datorită mâinii stângi și a stilului său agresiv și a devenit un sparring-partner pentru campionii sovietici.
A luat parte la Jocurile Olimpice din 1968 cu echipa sovietică, cucerind medalia de aur pe echipe. În anul următor a devenit dublu campion mondial și s-a mutat la Minsk. La Jocurile Olimpice din 1972 a fost primul sabrer sovietic care a câștigat titlul olimpic la individual. La proba pe echipe Uniunea Sovietică era considerată marea favorită. În turul întâi cu Italia, Sideak a fost rănit la ochiul de lama ruptă a căpitanului italian Michele Maffei. În ciuda rezervelor exprimate de medicii germani, Sideak s-a prezentat la finală, din nou împotrivă Italiei, cu un bandaj ocular. De astă dată echipa sovietică a pierdut și s-a mulțumit cu argintul. La Jocurile Olimpice din 1976 s-a clasat pe locul trei la individual, fiind bătut numai de colegii săi Viktor Krovopuskov și Vladimir Nazlîmov, iar echipa sovietică și-a adjudecat medalia de aur. 
Sideak a fost și campion olimpic pe echipe la Olimpiada din 1980 de la Moscova. Apoi s-a retras din activitate competițională și a devenit antrenor de scrimă. La mijlocul anilor 1990 a activat la Circul „Fides” din Livorno, Italia, unde l-a pregătit, printre altele, pe viitorul campion olimpic Aldo Montano, al căruia tata, Mario Aldo Montano, fusese adversarul în anii 1970.

## Legături externe
- ru  Prezentare la Federația Rusă de Scrimă
- en Viktor Sideak la Olympedia.org